# Salnoje (obwód kurski)
Salnoje (ros. Сальное) – wieś (ros. село, trb. sieło) w zachodniej Rosji, centrum administracyjne sielsowietu salnowskiego w rejonie chomutowskim obwodu kurskiego.

## Geografia
Miejscowość położona jest w pobliżu rzeki Niemieda, 10 km od centrum administracyjnego rejonu (Chomutowka), 124 km od Kurska.
W granicach miejscowości znajdują się ulice: Szyrokaja, Zielonaja, Chutorskaja.

## Demografia
W 2010 r. miejscowość zamieszkiwało 136 osób.

## Zabytki
- Cerkiew św. Dymitra Męczennika (1880)[2]